# Fuerte Pérez

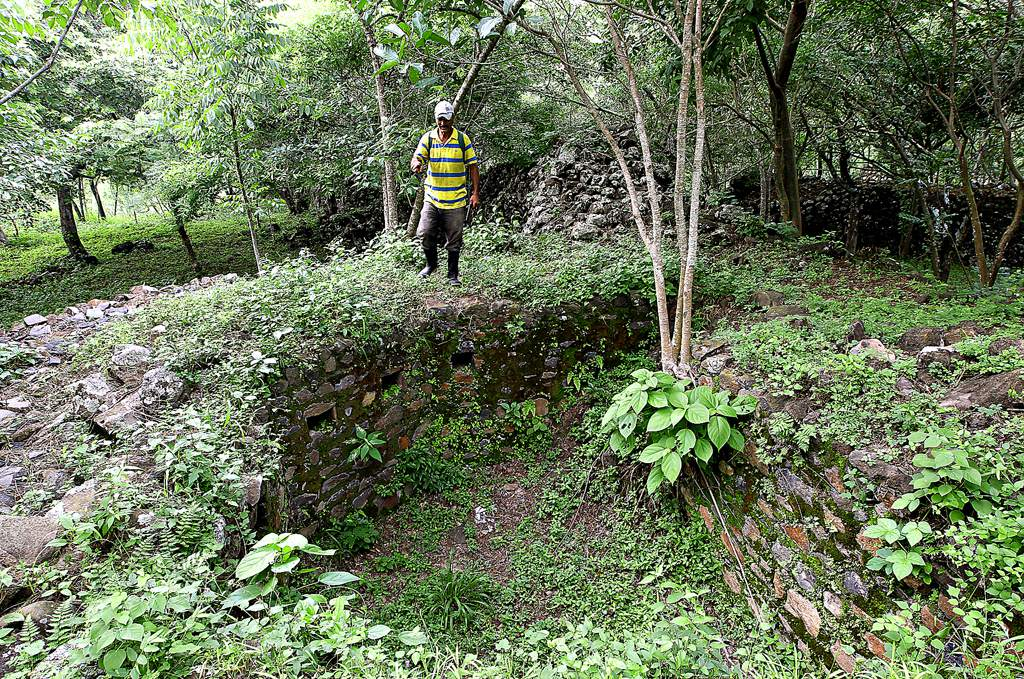
Parte de las ruinas del fuerte.

El fuerte Pérez son unas ruinas ubicadas en San Marcos de Colón, Honduras, pertenecientes a una antigua fortaleza del siglo XX, actualmente son un destino turístico de la ciudad.

## Historia
La estructura fue edificada a inicios del siglo XX como producto de las órdenes de Tiburcio Carías Andino de enviar al General José Inés Pérez para que defendiera la ciudad en el caso de un ataque nicaragüense. Este al llegar a la ciudad decidió  que fuese construido a 500 metros de la ciudad punto defensivo y que fuese una gran muralla de piedra que rodeara la cresta del cerro. Así que ordenó que se cavaran Trincheras y arriba de estas muros de piedra con unos agujeros para que los soldados pudiesen disparar con los rifles desde ahí. Originalmente el fuerte contó con un par de Torreones, una comandancia, y la casa de las tropas, los cuales hoy solo sobreviven sus ruinas, no obstante los miradores, los pasadizos de protección, trincheras, y un calabozo para prisioneros de guerra aun pueden verse y recorrerse. 
El fuerte empezó a ser rehabilitado tras muchos años de abandono por la alcaldía de San Marcos de Colón para atraer turistas, lo cual fue un atarea peligrosa debido a que se encontraron explosivos en algunos sectores de las ruinas lo cual en una de las limpiezas provocó un accidente. Actualmente el fuerte esta abierto al público y puede visitarse como un lugar turístico de la ciudad.